# Groene kakariki
De groene kakariki (Cyanoramphus unicolor) is een vogel uit de familie Psittaculidae (papegaaien van de Oude Wereld).  De wetenschappelijke naam van de soort werd als Platycercus unicolor in 1831 gepubliceerd door Edward Lear. Het is een kwetsbare, endemische vogelsoort op de Antipodeneilanden, een groep van onherbergzame vulkanische eilanden ten zuiden van Nieuw-Zeeland die als natuurreservaat worden beheerd.

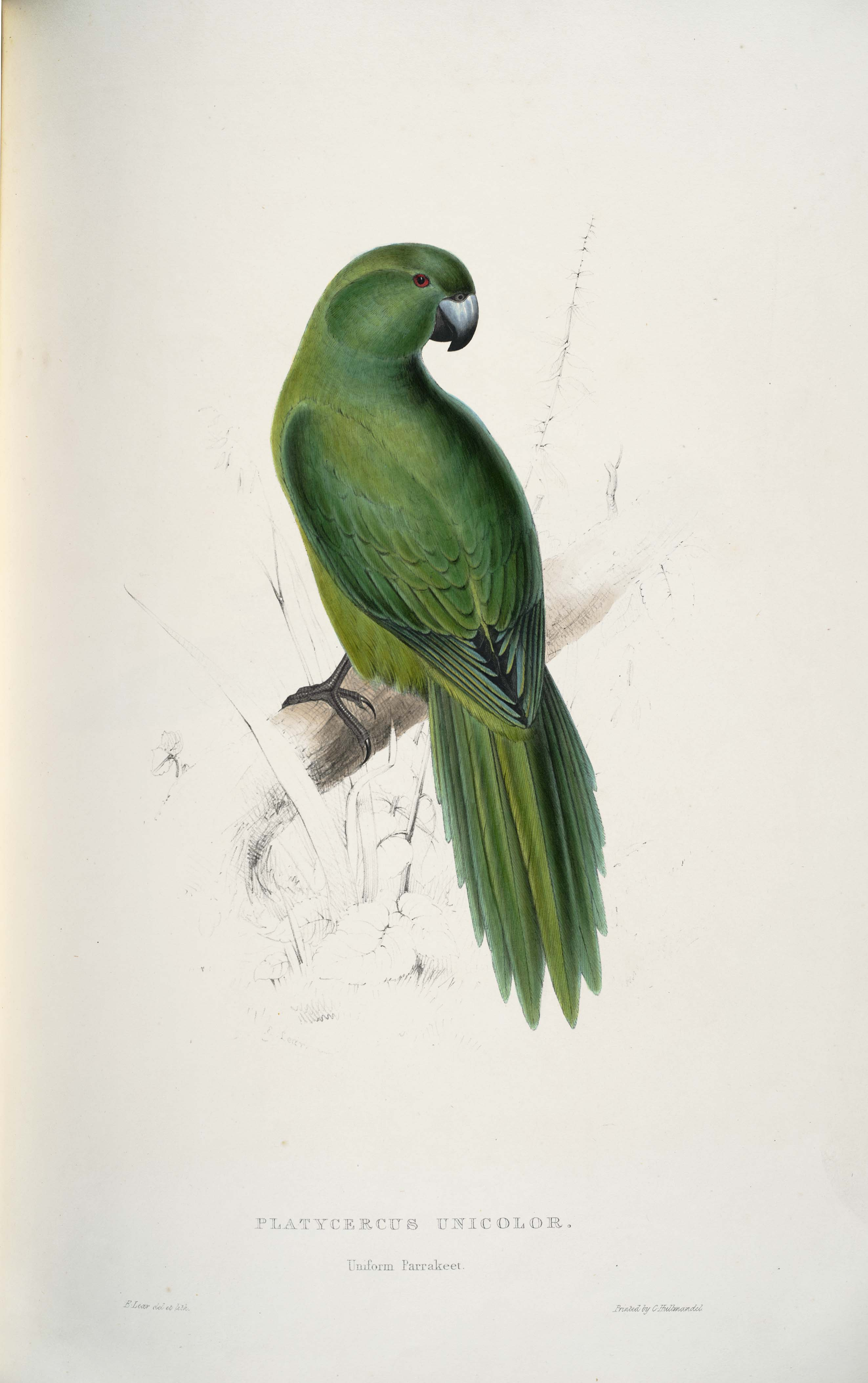
Illustratie uit. (1831)

## Kenmerken
De vogel is 32 cm lang en bijna helemaal groen. De vleugeldekveren zijn blauw. De meest gelijkende vogel is de roodvoorhoofdkakariki, maar bij de Groene kakariki ontbreekt het rood. Het geluid van de vogel klinkt ook lager dan dat van de andere karakiri's.

## Verspreiding en leefgebied
Deze soort is endemisch op de Antipodeneilanden. De vogel is algemeen op het hoofdeiland Antipodes Island, verder zijn er kleine aantallen op Bollons Island, Leeward, Inner Windward en Archway. De vogels komen in alle type leefgebieden van de eilanden voor, maar het meest in graslanden met grote pollen grassen en zeggen (tussocks). De vogel nestelt in holen in de grond.

## Status
De groene kakariki heeft een beperkt verspreidingsgebied en daardoor is de kans op uitsterven aanwezig. De grootte van de populatie werd in 2022 door BirdLife International geschat op twee- tot drieduizend individuen; over trends in aantallen is niets bekend. Men veronderstelt dat de aantallen redelijk stabiel zijn. Mogelijk vormen per ongeluk ingevoerde muizen, katten of hermelijnen een bedreiging voor de soort. Daarom staat de soort als kwetsbaar op de Rode Lijst van de IUCN. Verder gelden er beperkingen voor de handel in deze parkiet, want de soort staat in de Bijlage II van het CITES-verdrag.